# Sĩ Cái
Sĩ Cái (chữ Hán: 士匄), hay Phạm Cái (范匄), hay Sĩ Mang, là vị tông chủ thứ ba của Phạm thị, một trong lục khanh nước Tấn thời Xuân Thu trong lịch sử Trung Quốc.
Ông là con trai của Sĩ Tiếp, vị tông chủ thứ hai của họ Phạm. Năm 574 TCN, Sĩ Tiếp mất, Sĩ Mang lên kế tập, được phong làm Trung quân tá.

## Quan hệ với chư hầu
Năm 570 TCN, Tấn Điệu công sai Sĩ Mang đi sứ nước Tề, Sĩ Mang khuyên Tề Linh công nên giao hảo với nước Tấn. Tề Linh công nghe theo, gửi con là thế tử Quang sang hội minh với Tấn ở đất Kê Trạch.
Năm 560 TCN, Trung quân Nguyên soái nước Tấn là Tuân Oanh mất, đáng lẽ Sĩ Mang, đang làm Trung quân tá được nối chức, nhưng Sĩ Mang nhường cho Tuân Yển làm Trung quân nguyên soái.
Năm 559 TCN, Tấn Điệu công hội 13 nước chư hầu là Tề, Tống, Lỗ, Vệ, Trịnh, Tào, Cử, Chu, Đằng, Tiết, Kỉ, Tiểu Chu (小邾) đánh nước Tần, Sĩ Mang làm Trung quân tá, cũng tham gia vào trận chiến. Con ông là Sĩ Ưởng cùng Loan Châm]] mang quân tấn công vào đại doanh của quân Tần, tuy nhiên sau đó Loan Châm tử trận. Loan Yểm (anh Loan Châm) lúc đó làm Hạ quân tướng, đã lấy con gái Sĩ Mang là Phạm Kì, giận Sĩ Ưởng, bắt Sĩ Mang giết Sĩ Ưởng, Sĩ Ưởng trốn ở nước Tần, tuy nhiên sau được về nước. Từ đó Sĩ Ưởng oán họ Loan.
Năm 554 TCN, Tuân Yển mất, Tấn Bình công phong cho Sĩ Mang làm Trung quân Nguyên soái, chính khanh nước Tấn.

## Diệt họ Loan
Năm 552 TCN, Loan Yểm mất, con là Loan Doanh (tức cháu ngoại của Sĩ Mang) lên kế tập, Sĩ Ưởng gièm pha với Tấn Bình công rằng Loan Doanh có ý làm phản, Loan Doanh sợ tội bèn chạy sang nước Tề, nương nhờ Tề Trang công.
Năm 550 TCN, Tề Trang công giúp quân cho Loan Doanh lẻn về thành Khúc Ốc; vua Tề mang quân theo sau, tiến tới núi Thái Hàng, vào Mãnh Môn.
Loan Doanh tập hợp lực lượng ở thành Khúc Ốc. Nhiều người trong thành Khúc Ốc ủng hộ Loan Doanh. Loan Doanh ngầm sai người về Giáng đô nhờ Ngụy Thư giúp làm nội ứng.
Tháng 4 năm 550 TCN, Loan Doanh mang quân đánh úp Giáng đô. Giáng đô không kịp phòng bị nên thất thủ. Tấn Bình công sợ hãi toan tự sát. Sĩ Mang ngăn lại, đưa vua Tấn chạy sang Cố cung. Sĩ Ưởng dò biết Ngụy Thư định giúp cho Loan Doanh, tìm cách ngăn trở khiến Ngụy Thư bị giữ chân trong triều, không thể ra mặt điều quân giúp họ Loan.
Dưới trướng Loan Doanh có vũ sĩ Đốc Nhung rất khỏe, quân Tấn không ai địch nổi. Đầy tớ của Sĩ Mang là Phi Báo đang bị tù tội, xin được xóa án để ra đánh Đốc Nhung. Sĩ Mang nhận lời. Phi Báo ra đánh với Đốc Nhung một lúc rồi vờ thua chạy, nhằm bức tường nhảy qua núp chờ. Đốc Nhung hăng hái nhảy qua tường tìm Phi Báo, bị Phi Báo đâm từ phía sau chết tại trận.
Nhân lúc quân Loan Doanh nhụt chí, Sĩ Mang điều quân ra đánh. Loan Doanh bại trận, bỏ chạy về Khúc Ốc cố thủ. Cha con Sĩ Mang và Ngụy Thư mang quân đánh Khúc Ốc.
Được hơn 1 tháng, quân Tấn hạ được thành Khúc Ốc, diệt tộc họ Loan.

## Qua đời
Năm 548 TCN, Sĩ Mang qua đời, không rõ năm đó ông bao nhiêu tuổi, con ông là Sĩ Ưởng lên kế tập.